# The Grand Tour
The Grand Tour (с англ. — «Большое путешествие») — британская автомобильная телепрограмма, созданная бывшими участниками Top Gear: ведущими — Джереми Кларксоном, Ричардом Хаммондом и Джеймсом Мэйем и продюсером Энди Уилманом. Изначально планировалось выпустить 36 эпизодов за три года, однако, если считать спецвыпуски из Намибии и Колумбии, выпущенные в двух частях, то общее количество выпущенных за этот срок эпизодов выросло до 38. Начиная с 18 ноября 2016 года, эпизоды стали выходить еженедельно на сервисе Amazon Video в Великобритании, США, Германии, Австрии и Японии. Мировая премьера первого сезона состоялась 14 декабря 2016 года, второго — 8 декабря 2017 года. Третий сезон снимался с середины 2018 года и вышел в эфир 18 января 2019 года..
13 декабря 2018 года было официально объявлено о продлении шоу на четвёртый сезон, однако с изменённым форматом: в виде отдельных спецвыпусков без чёткого расписания. 13 декабря 2019 года вышел первый выпуск четвёртого сезона. 17 декабря 2020 года вышел второй эпизод четвёртого сезона. 30 июля и 17 декабря 2021 года вышли третья и четвертая серии четвертого сезона. Первый эпизод пятого сезона вышел 16 сентября 2022 года. 16 июня 2023 года и 16 февраля 2024 года вышли вторая и третья серии пятого сезона. 13 сентября 2024 вышла единственная серия шестого сезона, которая стала последней совместной работой для Кларксона, Мэя и Хаммонда после 22 лет сотрудничества.
18 апреля 2025 года вышел первый выпуск нового шоу с  Ричардом Хаммондом и Джеймсом Мэйем —The Not Very Grand Tour. Всего на протяжении 2025 - 2026 годов выйдет 4 спецвыпуска. Передача описывается как «юмористический документальный сериал об автомобилях, в котором ведущие прославляют двигатель внутреннего сгорания, просматривая записи своих прошлых приключений и тест драйвов». .

## История создания
После увольнения Джереми Кларксона из Top Gear весной 2015 года, сразу возникли слухи, что Кларксон и его коллеги по Top Gear Ричард Хаммонд и Джеймс Мэй, а также бывший исполнительный продюсер Top Gear Энди Уилман, работают над созданием нового автомобильного шоу.
Поскольку по условиям контракта с BBC им было запрещено создавать любые шоу схожей тематики до 2017 года, фанаты начали думать, что будущее шоу будет выходить на каком-либо сервисе потокового видео. Выбор остановился на Netflix и даже было распространено название нового шоу — «Gear Knobs» (по другим слухам шоу должно было называться «House of Cars»). Позже Джереми Кларксон в своём твиттере опроверг эти слухи, поскольку слово «Gear» не может быть использовано по юридическим причинам.
30 июля 2015 года было официально объявлено, что Кларксон, Хаммонд и Мэй заключили соглашение с сервисом Amazon Prime на 3 года. По условиям контракта предусматривается создание 3 сезонов по 12 выпусков в каждом, однако название нового шоу так и не было обнародовано. Всего на 36 выпусков Amazon Prime выделил $ 260 млн.
8 апреля 2016 года появился короткий трейлер, где Кларксон, Хаммонд и Мэй пытались придумать название для своего нового шоу, ролик закончился хештегом #TheStillVeryMuchUntitledClarksonHammondMayAmazonPrimeShowComingAutumn2016.
11 мая 2016 года стало известно название нового шоу — «The Grand Tour».
16 сентября 2016 года в официальном twitter-аккаунте The Grand Tour был опубликован первый тизер-трейлер грядущего проекта, в котором была анонсирована дата выхода первого эпизода шоу — 18 ноября 2016. Через несколько часов, в том же twitter-аккаунте, в ответе на вопрос одного из подписчиков, было объявлено, что шоу будет выходить раз в неделю по пятницам, и что в 1-м сезоне будет 11 эпизодов и 1 специальный выпуск.
Премьера первого эпизода второго сезона состоялась 8 декабря 2017 года. Съёмки проходили на пяти континентах, ведущие успели побывать в Колорадо, Нью-Йорке, Хорватии, Испании, Швейцарии, Мозамбике, Дубае и других местах земного шара. Передачу ждали некоторые изменения. Так, например, студийный тент больше не путешествовал по разным городам, как это было в первом сезоне, теперь он был установлен в Великобритании, в Котсуолдсе. Интересно, что там же находится новый дом Джереми, который он построил вместо взорванного в третьем эпизоде первого сезона. Также было решено внести изменения в две рубрики, получавшие больше всего критики от зрителей — «Взорви мозг знаменитости» и тест автомобилей «Американцем», гонщиком Майком Скиннером. Об этом он сам сообщил в своём Twitter. Для звёздных гостей была придумана новая рубрика, анонс которой был показан на Youtube-канале передачи. В ней ведущие предлагали гостям проехать на половине автомобиля Alfa Romeo, однако, позже выяснилось, что это была шутка, вместо этого в студию приглашали двух знаменитостей с одним общим фактом в биографии и выясняли, кто из них быстрее проедет круг на Jaguar F-Type. Также появились несколько роликов, в которых ведущие проводили кастинг на место нового тест-пилота. Джереми представил своего кандидата — бывшего гонщика Формулы-1 и пилота заводской команды Porsche Марка Уэббера. Но в процессе выяснилось, что Марк может ездить быстро только на Porsche, а за рулём Mercedes он ехал нарочито медленно, хоть и сказал, что «выжал из машины максимум». Затем Ричард привёл на кастинг безымянного гонщика-каскадёра, но, как оказалось, ему сложно избавиться от привычки выполнять трюки и разбивать машины. Тогда в дело включился Джеймс, который пригласил бывшего автоугонщика, который, по его словам, «выплатил свой долг обществу», достоин второго шанса и сейчас ищет работу. Для теста ему предложили проехать на трековом купе BMW M4 CS – одном из 3000 выпущенных экземпляров. Однако, проехав несколько метров, автомобиль скрылся за поворотом и больше не появился.
В марте 2018 издание «Shifting Lanes» сообщило, что Кларксон проведёт испытание Lamborghini Urus на зимнем испытательном полигоне Арьеплуг в северной Швеции. Спустя месяц, то же издание сообщило, что серый Citroen DS 7 Crossback 2018 года сломался в Лондоне после теста Кларксона, а сам Джереми сообщил на «DriveTribe», что команда будет проводить съёмки в Шотландии на трёх классических итальянских спорткарах.
Команда шоу также была замечена на съёмках в Уэльсе на пикапах, а позже в Лондоне на хетчбэках и с женой Хаммонда. Мэй подтвердил на «DriveTribe», что он будет тестировать Alpine A110. В июне 2018 команду заметили на съёмках в Детройте, штат Мичиган, Хаммонд был за рулём Dodge Challenger SRT Demon, Мэй в Hennessey Exorcist Camaro, а Кларксон дрифтил на Ford Mustang RTR. В конце июня «CarTests» сообщил что троица была замечена на съёмках в Гонконге, а позже была раскрыта ещё одна локация съёмок для нового сезона — Монголия, где будет снят очередной специальный эпизод. Позже Джереми подтвердил изданию «Sunday Times», что будет тестировать новый Bentley Continental GT на Эболадроме. Потом он опубликовал несколько изображений того, как тестировал Hongqi L5 в Чунцине, Китай. Команда в это время была замечена тестирующей несколько подержанных роскошных автомобилей там же в городе. В конце месяца Кларксон рассказал, что будет тестировать McLaren Senna.
13 декабря 2018 года, во время съёмок финального эпизода 3 сезона, было объявлено, что шоу будет продлено на 4 сезон. Однако, формат четвёртого и последующих сезонов значительно отличается от трёх предыдущих: создатели полностью отказались от тента и студийных съёмок, а высокобюджетные специальные эпизоды выходят в произвольном расписании, а не раз в неделю, как было ранее. Кроме этого Кларксон, Мэй и Хаммонд занимаются производством своих собственных шоу для Amazon, согласно своим личным интересам. Такими шоу стали «Ферма Кларксона», «Наш человек в...» и «О, повар!» Мэя, а также «Великие беглецы» с Хаммондом, где его соведущим стал звезда «Разрушителей Легенд» Тори Белечи.
6 февраля 2023 года стало известно, что ещё четыре эпизода пятого сезона шоу выйдут только в 2024 году, после чего передача будет завершена. Предполагалось, что это связано с тем, что Amazon не собирался продлевать контракт с Джереми Кларксоном, истекающий в 2024 году. Однако, 15 мая 2023 года была анонсирована премьера нового выпуска, которая состоялась 16 июня 2023 года. В мае 2023 года появилась информация, что шоу может закончиться после шестого сезона.
В конце ноября 2023 года ряд СМИ опубликовал информацию, что был снят финальный эпизод шоу в Зимбабве. Позднее, Кларксон в своих соцсетях  и интервью газете The Times подтвердил, что троица закончила работу над проектом и финальные эпизоды с их участием выйдут в 2024 году. Джереми объяснил, что причиной закрытия стал не его текст о королевской семье, а творческий кризис в команде. «Я водил машины выше, чем кто-либо другой, и дальше на север, чем кто-либо другой. Мы сделали с автомобилями всё, что могли. Когда у нас проходили встречи о том, что мы будем делать дальше, люди просто вскидывали руки вверх». Также Кларксон назвал The Grand Tour «чрезвычайно энергозатратным шоу», а себя – человеком «не в форме, старым и толстым».
Чуть позже Фозия Хан, руководитель Amazon Studios в Великобритании, подтвердила, что Кларксон, Хаммонд и Мэй снялись в своём последнем эпизоде The Grand Tour. При этом она признала, что формат может продолжиться с новыми ведущими. Хан отметила, что её команда думает о том, как шоу сможет жить дальше.
В июне 2024 года, Джеймс Мэй, будучи гостем BBC The Today Podcast, сообщил, что заключительный эпизод выйдет в эфир в сентябре 2024 года.
В июле 2024 года стало известно, что Кларксон, Мэй и Хаммонд подали совместное заявление о ликвидации продакшн-компании W. Chump and Sons, которая занималась производством The Grand Tour.
В сентябре 2024 года Хаммонд подтвердил сообщения о том, что шоу планируется продолжить с новыми ведущими.
В мае 2025 года были объявлены новые ведущие - ютуберы Джеймс Энгельсман и Томас Холланд, и социальная медиа-личность Фрэнсис Буржуа.

## Инциденты

### Авария Хаммонда в Швейцарии
Во время съёмок второго сезона шоу в Швейцарии, в субботу 10 июня, недалеко от города Санкт-Галлен, во время гонки Hemburg Hill Climb электросуперкар Rimac Сoncept One мощностью свыше 1000 л.с., за рулём которого находился Ричард Хаммонд, вылетел с трассы и загорелся. К счастью, Ричард смог самостоятельно выбраться из автомобиля до пожара, что спасло ему жизнь. Сразу же после аварии он был доставлен в ближайшую клинику, где ему был диагностирован перелом ноги. Автомобиль стоимостью в один миллион долларов сгорел полностью и восстановлению не подлежал. Спустя сутки после аварии, Хаммонд выложил в сеть видео, в котором рассказал всем, что «снова вляпался», но с ним всё хорошо.
Коллеги Хаммонда не на шутку перепугались, увидев аварию. Вот как описал происшествие Джереми Кларксон в своей заметке:

Я стоял там и ждал новостей, когда осознал, что горящий автомобиль не был жёлтым, как Aventador. Он был белый. Rimac Хаммонда был белый. И я почувствовал это в ту секунду; всё похолодело. Мои колени задрожали. Тот, кто разбился — Хаммонд.
К тому моменту я присоединился к Джеймсу, который появился здесь мгновениями ранее на Honda NSX. Он был взбудоражен, он судорожно размахивал руками, а его глаза были широко раскрыты. «Хаммонд там внутри» — кричал он.
Затем пришла новость от ближайшего маршала, что его нет внутри. Что он выбрался из машины перед возгоранием. И «его тело» — так он сказал, было перед местом аварии у подножия холма.
Я мог увидеть место аварии. Я мог увидеть бригаду медиков перед ней. И я не мог увидеть Хаммонда. Я не хотел его видеть. Только не после такой жуткой аварии.
Я предполагаю, что он двигался со скоростью 120 миль в час, когда вылетел с дороги, и двигался ещё быстрее, когда вылетел на дорогу ниже по склону. Он не должен был выглядеть хорошо, это точно.

Наш охранник сделан из более «жёсткого теста», поэтому он без сомнений сбежал вниз по склону словно беговой козёл. Я наблюдал, как он прибыл на место происшествия. Я пристально за ним наблюдал. Я увидел, как он поднял рацию, а потом мы услышали его голос: «Всё в порядке, парни. Он только что мне подмигнул». Оригинальный текст (англ.)And as I stood there, waiting for news, it dawned on me that the burning car was not yellow, as the Aventador was. It was white. Hammond’s Rimac had been white. And I can feel it now; the coldness. My knees turning to jelly. It was Hammond who’d crashed.

I was joined at this point by James who’d arrived on the scene just before me in his Honda NSX. He was in a right old state, his arms waving frantically, his eyes wide. “Hammond’s in there,” he was screaming.
Then came news from a nearby marshal that he wasn’t. That he’d got out before the fire started. And that “his body” – that what they said – was behind a screen at the bottom of the hill.
I could see the screen. I could see the paramedics behind it. I couldn’t see Hammond. I didn’t want to see him. Not after a crash that big.
At a guess, I’d say he was doing 120 mph when he left the road and that he’d have been going even faster than that when he’d smashed into the road below. He wasn’t going to be a pretty sight, that’s for sure.

Our security man is made of sterner stuff and set off down the hill like a racing goat. I watched him arrive at the scene. I watched him intently. I saw him lift his walky talky and I heard him say “It’s all right fellas. He winked at me”.— Джереми Кларксон
Сюжет о съёмках в Швейцарии был показан в первой серии второго сезона шоу. В нём ведущие «посетовали», что Хаммонд разбился после финиша, в той части трассы, где не были установлены их камеры, и им пришлось взять видео аварии с YouTube, что «слегка непрофессионально».

### Авария Мэя в Норвегии
В марте 2022 года во время съёмок специального эпизода в Скандинавии, Джеймс Мэй попал в аварию на территории военной базы ВМФ в Норвегии, находясь за рулём Mitsubishi Lancer Evolution VIII. По сюжету, каждому из ведущих нужно было по очереди проехать по узкому каменному тоннелю, развив максимальную скорость, а затем затормозить. Осложняло задачу то, что освещение в тоннеле включалось постепенно, по мере движения автомобиля, и времени на реакцию оставалось немного. Джеймс разогнался почти до 78 миль в час (свыше 120 километров в час) и не успел вовремя остановиться, из-за чего машину развернуло, и он ударился водительской стороной о стену в конце тоннеля. Сразу после инцидента на место прибыла скорая, которая осмотрела Мэя и отвезла его в больницу. В результате аварии Джеймс разбил голову и сломал ребро.
Момент аварии полностью попал в финальный монтаж выпуска. Мэй выполнял заезд вторым после Кларксона, который находился всего в нескольких метрах от места столкновения жёлтого Mitsubishi Lancer со стеной. Также инцидент был снят с нескольких камер, в том числе камерой из салона. Хаммонд, который должен был выполнить заезд третьим, отказался от участия в этом мини-соревновании и проехал по тоннелю на скорости 30 километров в час, аккуратно затормозив рядом с разбитой машиной. Джереми и Ричард продолжили съёмки вдвоём, на следующее утро они в своём стиле расстраивались из-за того, что Джеймс разбил такой отличный автомобиль. Спустя несколько дней Мэя выписали из больницы, он смог отремонтировать машину и присоединился к коллегам, продолжив путешествие.

## Формат
Изначально предполагаемый формат передачи представлял собой серию отдельных телевизионных фильмов, снятых с помощью выездных съёмок, без эпизодов в телевизионной студии. Однако после обнародования названия было объявлено, что студийные эпизоды будут сниматься в передвижной студии. Генеральный директор Amazon.com Джефф Безос сказал, что шоу будет «очень, очень, очень дорогое». Производственной компанией программы является W. Chump and Sons.
Съёмки в студии для эпизодов первого сезона начались 17 июля 2016 года в Йоханнесбурге, затем продолжились в США 25 сентября 2016 года в Южной Калифорнии и в Нашвилле 21 ноября 2016 года. В Великобритании съёмки в студии проходили в Уитби 13 октября 2016 года и в Лохх-Нессе в декабре 2016. Также съёмки в студии проходили в Роттердаме 22 октября 2016 года, в Лапландии 3 ноября 2016 года и в Штутгарте 14 ноября 2016 года. В ноябре 2016 года стало известно, что финальный эпизод первого сезона будет сниматься в студии в Дубае в декабре 2016 года.
Во втором и третьем сезоне передвижной тент получил постоянное место установки в Великобритании, в Котсуолдсе
В четвёртом и последующих сезонах формат передачи сменился — в Grand Tour больше нет обзоров машин, обсуждения новостей и заездов на время, выпуски теперь представляют собой большие путешествия ведущих из одной точки в другую на трёх выбранных транспортных средствах (среди которых не только автомобили) в лучших традициях специальных выпусков Top Gear.

## Список эпизодов
| Сезон | Серии | Серии | Даты показа      | Даты показа      |
| Сезон | Серии | Серии | Первая серия     | Последняя серия  |
| ----- | ----- | ----- | ---------------- | ---------------- |
| 1     | 13    | 13    | 18 ноября 2016   | 3 февраля 2017   |
| 2     | 11    | 11    | 8 декабря 2017   | 16 февраля 2018  |
| 3     | 14    | 14    | 18 января 2019   | 12 апреля 2019   |
| 4     | 4     | 4     | 13 декабря 2019  | 17 декабря 2021  |
| 5     | 3     | 3     | 16 сентября 2022 | 16 февраля 2024  |
| 6     | 1     | 1     | 13 сентября 2024 | 13 сентября 2024 |

## Элементы передачи

### Вступительная заставка
В течение первого сезона почти в каждом новом эпизоде место установки тента менялось. Во время вступительной заставки показывалось прибытие троицы (чаще всего на трёх автомобилях) в это новое место. Также обязательно присутствовала приветственная табличка, на которой якобы случайно была допущена орфографическая ошибка в имени или фамилии одного из ведущих. Далее показывался процесс сборки тента. Затем с камерой, закреплённой на дроне, что-нибудь случалось, и она падала. Во вступительных титрах второго сезона, которые одинаковы для каждого эпизода, показываются кадры из передачи, маршруты путешествий ведущих и процесс установки тента на новом, постоянном месте.

### Тент
Некоторые рубрики, а также подводки к сюжетам записываются в передвижном тенте в присутствии зрителей. Начиная со второго сезона, тент получил постоянное место установки. Ведущие сидят за столом на фоне панорамного окна. Иногда Кларксон, Хаммонд и Мэй встают из-за стола, чтобы показать какие-то машины или свои собственные «изобретения».

### Уличные разговоры
Постоянная рубрика передачи, в оригинале называемая «Conversation Street» (рус. Уличные разговоры). В ней ведущие обсуждают новости автомира, местные автомобильные традиции, а также вопросы, волнующие автолюбителей. Открывает рубрику каждый раз уникальная заставка, выполненная в стиле «театра теней».

### Взорви мозг знаменитости
Ещё одна постоянная рубрика передачи, в оригинале называемая «Celebrity Brain Crash» (рус. Взорви мозг знаменитости). В каждом новом эпизоде троица приглашает к себе в гости звезду: актёра, музыканта, режиссёра, автогонщика, для того, чтобы он прошёл мини-игру на скорость и реакцию. Звезды обычно появляются в панорамном окне шатра, чтобы ведущие и зрители хорошо их видели. Однако, каждый раз происходит несчастный случай: нераскрывшийся парашют, бомба времён второй мировой войны, авария, нападение льва и прочее. В результате, звезда «погибает» на глазах зрителей и ведущих. И каждый раз Мэй спрашивает: «Значит, он/она сегодня не придёт?» После этого, чтобы заполнить хронометраж программы, показывается небольшой сюжет, который был подготовлен ведущими якобы «на всякий случай». Из-за того, что рубрика получала много критики, а «зрители её ненавидели», во втором сезоне было решено отказаться от неё, а для гостей придумали новую рубрику.

#### Гости
| Гость            | Род Деятельности | Причина «смерти»                              | Серия |
| ---------------- | ---------------- | --------------------------------------------- | ----- |
| Джереми Реннер   | актёр            | нераскрывшийся парашют                        | 1     |
| Арми Хаммер      | актёр            | укус гремучей змеи                            | 1     |
| Кэрол Вордерман  | телеведущая      | найдена мёртвой                               | 1     |
| Шарлиз Терон     | актриса          | нападение льва                                | 2     |
| Саймон Пегг      | актёр, комик     | падение с моста в воду                        | 3     |
| Джимми Карр      | комик            | авария на гидроцикле                          | 4     |
| Golden Earring   | рок-группа       | удар током от упавшего в воду провода         | 5     |
| Кими Райкконен   | автогонщик       | алкогольное отравление                        | 6     |
| Nena             | певица           | улетает на 99 воздушных шарах в небо          | 9     |
| Брайан Джонсон   | музыкант         | затоптан толпой игроков в американский футбол | 10    |
| Крис Хой         | велогонщик       | взрыв подводной мины                          | 11    |
| Тим Бёртон       | режиссёр         | взрыв батискафа                               | 12    |
| Даниэль Риккардо | автогонщик       | разрублен винтами судна на воздушной подушке  | 13    |

### Бой звезд
В первом эпизоде второго сезона на смену рубрике «Взорви мозг знаменитости», в которой знаменитости «умирали», не доходя до тента, была представлена новая рубрика «Celebrity Face-Off» (рус. Бой звезд). В каждом эпизоде ведущие приглашают в студию двух знаменитостей, имеющих какой-то общий факт в биографии, чтобы выяснить кто из них быстрее проедет трассу, которая построена недалеко от тента. В качестве тестового автомобиля используется Jaguar F-Type. В третьем сезоне от рубрики со знаменитостями отказались, чтобы уделить больше времени предзаписанным сюжетам.

#### Гости
| Гость             | Страна         | Время круга | Условия | Серия |
| ----------------- | -------------- | ----------- | ------- | ----- |
| Рики Уилсон       | Великобритания | 1:20.1      | сухо    | 14    |
| Дэвид Хассельхофф | США            | 1:24.1      | сухо    | 14    |
| Кевин Питерсен    | ЮАР            | 1:17.2      | сухо    | 15    |
| Брайан Уилсон     | США            | 1:17.5      | сухо    | 15    |
| Хью Бонневилль    | Великобритания | 1:22.2      | сухо    | 16    |
| Кейси Андерсон    | США            | 1:18.6      | сухо    | 16    |
| Майкл Болл        | Великобритания | 1:23.3      | влажно  | 17    |
| Элфи Бо           | Великобритания | 1:24.4      | влажно  | 17    |
| Доминик Купер     | Великобритания | 1:23.6      | мокро   | 18    |
| Билл Бэйли        | Великобритания | 1:25.1      | мокро   | 18    |
| Кифер Сазерленд   | Канада         | 1:17.8      | сухо    | 19    |
| Люк Эванс         | Великобритания | 1:21.3      | сухо    | 19    |
| Билл Голдберг     | США            | 1:20.4      | сухо    | 20    |
| Энтони Джошуа     | Великобритания | 1:18.7      | сухо    | 20    |
| Ник Мэйсон        | Великобритания | 1:21.3      | сухо    | 21    |
| Стюарт Коупленд   | США            | 1:24.2      | сухо    | 21    |
| Динамо            | Великобритания | 1:39.2      | снег    | 22    |
| Пенн и Теллер     | США            | 1:33.8      | снег    | 22    |
| Рори Макилрой     | Великобритания | 1:21.9      | мокро   | 23    |
| Пэрис Хилтон      | США            | 1:25.8      | мокро   | 23    |

### Трассы
У передачи есть собственная трасса для испытания автомобилей, названная «Эболадромом» из-за схожести с формой вируса Эбола. Трасса располагается на бывшей авиабазе Роутон Британских ВВС около Суиндона. Координаты трассы: 51°30′42″ с. ш. 1°48′12″ з. д..
По словам Кларксона, эта трасса ставит автомобили в самые тяжёлые условия. Трасса состоит из следующих участков: «Не прямая», «Здесь могла бы быть ваша реклама», «Поле с овцами», «Трансформаторная подстанция», «Ухабистая прямая» и «Дом старой леди». В первом эпизоде было сказано, что один из участков трассы был изменён из-за обнаруженной под ним неразорвавшейся бомбы времён Второй мировой войны.
В первом сезоне автомобили тестировал гонщик Майк Скиннер, которого в передаче называли «Американец». Во втором сезоне он был заменён, так как «отказался ездить в Британию» и «зрители его ненавидели». Новым тест-пилотом стала 25-летняя британка Эбби Иатон, профессиональная гонщица. Во втором эпизоде второго сезона, когда она впервые появилась, Кларксон назвал её просто «Она», отметив, что она стала быстрейшей во время кастинга в тестовые пилоты.
Первой протестированной машиной была BMW M2 2016 года, которая прошла круг за 1:26.2.
Во втором сезоне для «Боёв звезд» использовалась трасса на аэродроме Энстоуна.

#### Рекорды трассы
| №  | Машина                          | Условия | Время  |
| -- | ------------------------------- | ------- | ------ |
| 1  | McLaren Senna                   | сухо    | 1:12.9 |
| 2  | NIO EP9                         | сухо    | 1:15.0 |
| 3  | Aston Martin Vulcan             | сухо    | 1:15.5 |
| 4  | Lamborghini Huracán Performante | сухо    | 1:16.8 |
| 5  | Ford GT                         | сухо    | 1:17.6 |
| 6  | McLaren 650S                    | сухо    | 1:17.9 |
| 7  | McLaren 720S                    | сухо    | 1:17.9 |
| 8  | Mercedes AMG GT R               | сухо    | 1:18.7 |
| 9  | Audi R8 V10 Plus                | сухо    | 1:19.2 |
| 10 | Jaguar XE SV Project 8          | сухо    | 1:19.3 |
| 11 | Porsche 911 GT3 RS              | сухо    | 1:20.4 |
| 12 | BMW M5                          | сухо    | 1:20.4 |
| 13 | Aston Martin V8 Vantage         | сухо    | 1:20.4 |
| 14 | Nissan GTR                      | сухо    | 1:21.2 |
| 15 | Porsche 911 C2S                 | сухо    | 1:21.4 |
| 16 | Alpina B5                       | сухо    | 1:21.6 |
| 17 | MAT Stratos                     | сухо    | 1:21.6 |
| 18 | BMW M4 GTS                      | сухо    | 1:22.4 |
| 19 | Porsche 718 Boxster S           | сухо    | 1:23.4 |
| 20 | Alpine A110                     | сухо    | 1:23.7 |
| 21 | BMW M5                          | сухо    | 1:24.2 |
| 22 | BMW M3                          | сухо    | 1:24.3 |
| 23 | Honda NSX                       | мокро   | 1:26.0 |
| 24 | BMW M2                          | сухо    | 1:26.2 |
| 25 | Delta Futurista                 | сухо    | 1:26.8 |
| 26 | Alfa Romeo Giulia Quadrifoglio  | мокро   | 1:27.1 |
| 27 | Honda Civic Type R              | сухо    | 1:28.2 |
| 28 | Ford Focus RS                   | сухо    | 1:28.4 |
| 29 | Lexus GS-F                      | влажно  | 1:29.6 |
| 30 | Ford Mustang GT                 | сухо    | 1:29.6 |
| 31 | Tesla Model X                   | сухо    | 1:29.6 |
| 32 | Ford Sierra Cosworth RS500      | сухо    | 1:31.3 |
| 33 | Lamborghini Countach            | мокро   | 1:31.8 |
| 34 | Ford Fiesta ST200               | сухо    | 1:32.8 |
| 35 | Bugatti EB 110                  | мокро   | 1:32.8 |
| 36 | Fiat 124 Spider 2016            | мокро   | 1:33.7 |
| 37 | Jaguar XJ220                    | мокро   | 1:35.1 |
| 38 | Ferrari Testarossa              | мокро   | 1:37.4 |
| 39 | Volkswagen up! GTI              | мокро   | 1:39.7 |